# Gare de Coaticook
La gare de Coaticook est une gare ferroviaire de deux niveaux construite en 1904 par la Compagnie du Grand Tronc sur la ligne reliant Montréal à 
Portland. Elle a servi jusqu'en 1958, date de l'abandon du service passager. Elle a été citée Immeuble patrimonial en 1999 par la ville de Coaticook.

## Patrimoine ferroviaire

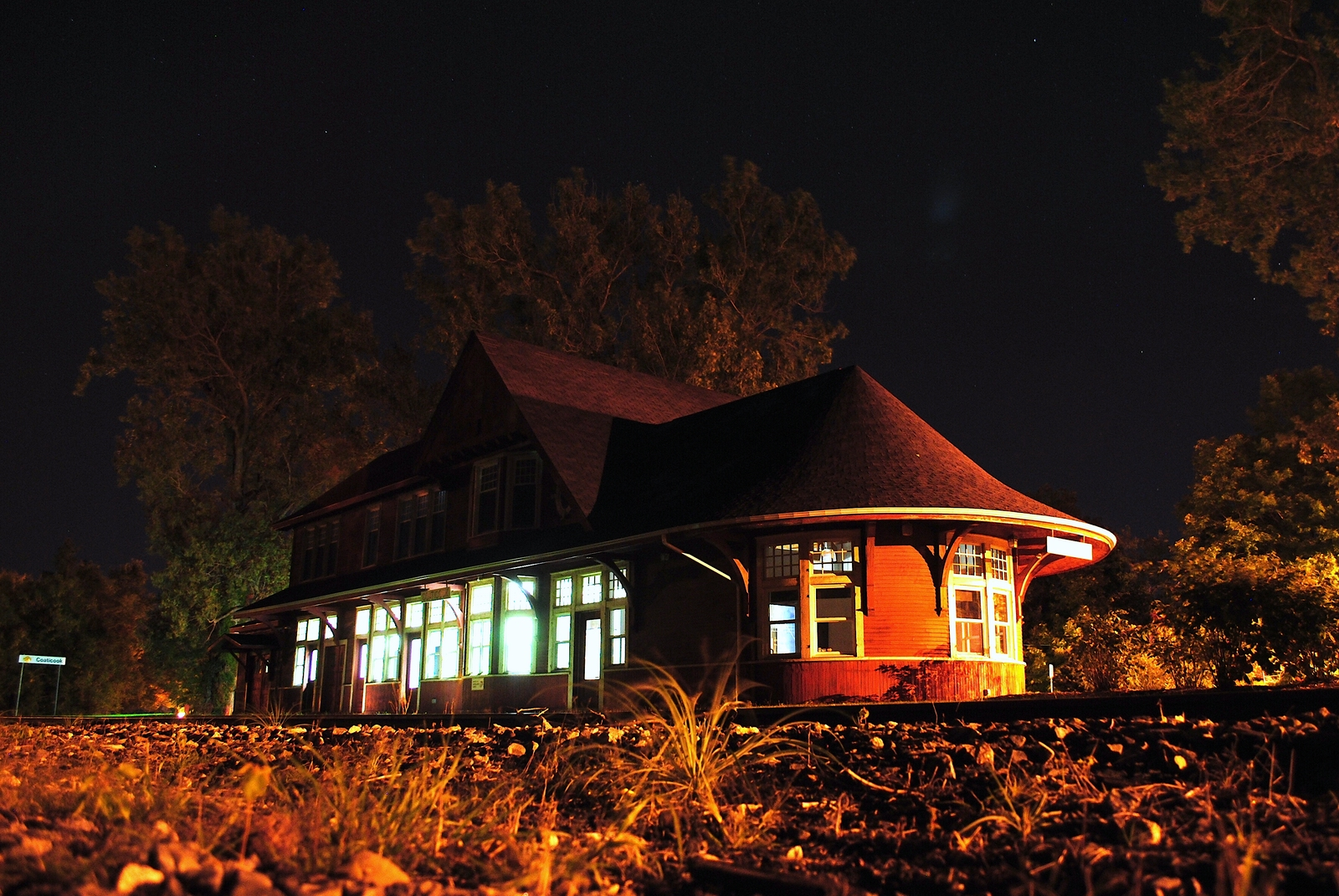
L'ancien bâtiment en 2014.

L'ancien bâtiment voyageurs est officiellement reconnu immeuble patrimonial le 26 avril 1999.